# 余土村
余土村（よどむら）は愛媛県伊予郡のち温泉郡にあった村である。1954年に松山市に編入合併し、自治体としては消滅した。「余土」の名は市立小中学校の名として継承されている。現在は町丁名として「余戸」（ようご）と表記される地域があるが、それは旧余土村域の一部である。

## 地理

### 位置・地形
松山平野の西部、重信川下流右岸域と、重信川に出合で合流する石手川の下流流域。
平坦な農地が広がる水田地帯。明治期から耕地整理が盛んにおこなわれた。
現在では市街化が著しい。
河川
- 重信川
- 石手川
- 傍示川

### 地名の由来
余土の由来は「和名抄」によると伊予郡余戸（あまるべ）郷に属し、余土に訛って変わったことから誕生したといわれている。

### 地域・集落
町村制施行による合併成立前の旧村である余戸（ようご）、保免（ほうめん）、市坪（いちつぼ）がそのまま「大字」となった。
合併の準備段階では上記3か村に東垣生（ひがしはぶ）、西垣生（にしはぶ）の2か村も加入し、「出合村」（であい）を新設することが検討されたが、余戸村と西垣生村とが反対し、結局余土村と垣生村に分村することで決着した。

## 歴史
- 1889年（明治22年）12月15日 - 町村制施行により余戸村、保免村、市坪村が合併して伊予郡余土村が発足した。
- 1890年（明治23年）5月16日 - 余土尋常小学校開校[3]。
- 1896年（明治29年）7月4日 - 南予鉄道余戸駅開業。
- 1897年（明治30年）4月1日 - 所属郡が温泉郡に変更した。
- 1898年（明治31年）2月 - 森恒太郎（森盲天外）が第二代村長に就任、1907年（明治40年）に勇退した[4]。
- 1899年（明治32年）10月 - 「余土村村是調査」に着手（1900年完成）[5]。
- 1900年（明治33年）5月1日 - 南予鉄道が伊予鉄道と合併。
- 1903年（明治36年）7月1日 - 大阪府で開催された第五回内国勧業博覧会に「余土村村是調査」を出品し、一等賞となる[6]。
- 1905年（明治38年） - 余土村青年会発足[7]。
- 1907年（明治40年） - 村内での耕地整理事業開始[7]。
- 1909年（明治42年） - 大字市坪の耕地整理完了[7]。
- 1911年（明治44年） - 出合橋（初代）開通[8]。
- 1912年（明治45年） - 大字余戸の耕地整理完了[7]。
- 1914年（大正03年） - 大字保免の耕地整理完了[7]。
- 1919年（大正08年） - 伊予鉄道郡中線に並行する新道開通[9]（現在の愛媛県道326号松山松前伊予線）。
- 1922年（大正11年）春 - 村歌を制定する[10]。
- 1924年（大正13年）5月 - 余土橋開通[11]。
- 1928年（昭和03年） - 優良模範村として内務省から表彰される[7]。
- 1938年（昭和13年）4月24日 - 出合橋（2代目）開通[12]。
- 1942年（昭和17年）5月15日 - 余土村郷土館を設立[13]。
- 1945年（昭和20年）11月3日 - 新生青年団発足[14]。
- 1947年（昭和22年）
  - 3月 - 余土公民館が開館[15]。
  - 4月 - 余土中学校開校[16]。
  - 11月 - 余土公民館が全国優良公民館として文部大臣表彰を受ける[17]。
- 1950年（昭和25年）5月10日 - 伊予鉄道郡中線が電化される。
- 1954年（昭和29年）10月1日 - 松山市に編入され消滅。

## 行政

### 歴代村長
| 代     | 氏名               | 在任時期                |
| ------ | ------------------ | ----------------------- |
| 初代   | 松田久次郎         | 1890年02月 - 1898年02月 |
| 第2代  | 森恒太郎（盲天外） | 1898年02月 - 1907年12月 |
| 第3代  | 玉井春太郎         | 1907年12月 - 1915年12月 |
| 第4代  | 池内清間           | 1915年12月 - 1918年01月 |
| 第5代  | 竹田次郎           | 1918年05月 - 1922年02月 |
| 第6代  | 鶴本房五郎         | 1922年02月 - 1928年03月 |
| 第7代  | 森千枝松           | 1928年03月 - 1928年11月 |
| 第8代  | 森弥三郎           | 1928年11月 - 1930年12月 |
| 第9代  | 池内銀蕩           | 1930年12月 - 1934年12月 |
| 第10代 | 鶴本房五郎         | 1934年12月 - 1936年06月 |
| 第11代 | 森千枝松           | 1937年03月 - 1938年06月 |
| 第12代 | 本田九郎           | 1938年08月 - 1946年08月 |
| 第13代 | 森千枝松           | 1946年08月 - 1954年09月 |

### 役場
最初の所在地は余戸字払川の旧庄屋宅の裏手にあった。その後1901年と1905年に移転し、さらに1909年5月余戸字天復寺に移転した。

## 他官公署
- 余土村巡査駐在所 - 1889年設置。駐在所の所在地も何度か変更があった[19]。
- 余戸郵便局 - 1909年開局[5]。
- 余土村農会 - 1896年発足[20]。
- 余土村産業組合 - 1908年設立[21]。

## 教育
- 余土村立余土小学校（閉村時）
- 余土村立余土中学校（閉村時）

両学校共に現在、松山市立となっている。

## 交通

### 鉄道
- 伊予鉄道郡中線
余戸駅  - かつては「余土駅」と表記し、「よど」とかな名を付していた。
- 鉄道省予讃線
椿宮仮乗降場 - 椿神社（伊豫豆比古命神社）の祭礼日にのみ開設される仮乗降場。

### 道路
- 大洲街道
- 三津浜街道
- 垣生街道

## 名所・旧跡
- 日招八幡大神社（大字保免字果里月高森）
- 三島大明神社（大字余戸竹の宮）
- 素鵞神社（大字市坪字北青木）

## ゆかりのある人物
- 山路一遊 - 教育者
- 八木繁一 - 教育者
- 湯山勇 - 愛媛県師範学校代用附属余土尋常高等小学校で訓導を務めた[22]。